# Risiocnemis elegans
Risiocnemis elegans är en trollsländeart som beskrevs av Kitagawa 1990. Risiocnemis elegans ingår i släktet Risiocnemis och familjen flodflicksländor. Inga underarter finns listade i Catalogue of Life.